# Gertrude Grob-Prandl
Vista da sepultura.
Gertrude Grob-Prandl (11 de novembro de 1917 — 16 de Maio de 1995) foi uma soprano austríaca Wagner.
Grob-Prandl nasceu em Viena e estudou no conservatório de lá. Ela originalmente tinha ideia para se tornar uma professora de piano, mas os professores no conservatório começaram a notar o tamanho da sua voz e ela foi colocada num curso de canto. Além do tamanho, a sua voz tinha um distintivo polido timbre e um vibrato apertado, rápida e consistente. Ela fez a sua estreia em 1939, em Viena Volksoper como Santuzza em Cavalleria rusticana de pietro mascagni. Ela se formou para funções mais de mais pesado, tais como Isolda, Brünnhilde e Turandot. Ela se aposentou em 1972.
Irmgard Seefried uma vez disse que as "paredes abalaram" quando Grob-Prandl cantou Turandot. Uma anedota popular afirma que ela foi uma vez interrompida por bombeiros durante a realização como Turandot. Pessoas de fora do teatro tinham-se enganado com a voz dela por um alarme e sirene de incêndio.
Ao contrário de muitos grandes Wagnerianos, ela era hábil o suficiente para cantar Mozart. Ela era uma cantora solidária e altruísta.
Existem gravações disponíveis que incluem Donna Anna em Don Giovanni, Isabelle em Robert le Diable, Brünnhilde, Isolda, wagner, a Primeira-Dama em A Flauta Mágica, bem como Elektra, Turandot, e Elettra em Idomeneo. Há também uma antologia do seu trabalho solo.
Ela faleceu em 16 de Maio de 1995, na cidade do seu nascimento.